# Lysimachia lobelioides
Lysimachia lobelioides är en viveväxtart som beskrevs av Nathaniel Wallich. Lysimachia lobelioides ingår i släktet lysingar, och familjen viveväxter. Inga underarter finns listade i Catalogue of Life.